# جيرالد يوجين ويلكيرسون
جيرالد يوجين ويلكيرسون (بالإنجليزية: Gerald Eugene Wilkerson)‏ هو كاهن كاثوليكي أمريكي، ولد في 21 أكتوبر 1939 في دي موين في الولايات المتحدة.